# 이가리항
이가리항은 경상북도 포항시 북구 청하면 이가리에 있는 어항이다. 1972년 2월 7일 지방어항으로 지정하여 관리하고 있다. 시설관리자는 포항시장이다.

## 어항 연혁
- 옛날 둘 기생이 청진과 백암의 갈림길에 터를 잡고 늙도록 마을을 개척하면서 살았다 하여 지어진 지명이라 전하기도 하며 도씨와 김씨 두 가문이 길을 사이하여 각각 집성촌을 일구었는데 차츰 번성하면서 서로 합하여 한 마을이 되었다 하여 이가리라고 불렀다는 얘기도 전해지고 있다.

## 어항 구역
본 항의 어항구역은 다음과 같다.
- 수역: 서방파제 기부에서 정동쪽으로 170m 이동된 지점을 중심으로 반경 200m선을 따라 형성된 공유수면

## 어항 시설
- 동방파제 320m, 서방파제 160m, 물양장 220m, 선양장 20m

## 개발 계획
- 1995년3월에 본 항에 대한 어항기본계획 및 개발계획이 고시되었다.[1]

## 주요 어종
- 이가리항은 도다리, 광어, 모래치, 우렁쉥이 등의 어종이 유명하다.

## 여행 정보
- 숙박시설은 민박이 가능하며 식당은 2개소가 있다. 소나무 숲 사이 경치가 아름다운 조경대가 있으며 이가리 낚시터도 유명하다. 근처 바닷가에는 용머리, 새의 형상 등 다양한 모양의 바위가 볼거리이다.